# 戰國外傳 桶狹間戰記
《戰國外傳 桶狹間戰記》（日语：センゴク外伝 桶狭間戦記）是宮下英樹所著的日本歷史系列漫畫。此為戰國系列外傳作品。單行本全5冊。

## 故事簡介
以兩名桶狹間之戰總指揮官為作品主角。描述今川義元由出生到成為大名及年輕時的織田信長情況。

## 登場人物

### 今川家
- 今川義元

通稱五郎，後稱治部大輔。主角之一，幼時跟隨太原雪齋學習，別名梅岳承芳，被喻為「唐鏡賜子」。父親氏親五男，安排他出家。從家督鬥爭中取勝，成為今川氏當主。外型是參考傑米羅奎爾而來。
- 太原雪齋

別名九英承菊，仕官於義元時稱為崇孚，後來成為了今川義元的軍師，義元亦稱其為師父，被喻為「今川家的黑衣宰相」。在小豆坂之戰曾擊退織田軍，但亦提醒義元織田家實力不能輕視。促成戰國史上的外交奇蹟「甲相駿三國同盟」的大功臣。
- 壽桂尼

義元的母親，希望義元能夠當個僧侶安然度過一生。會輔佐今川家的政務，作品中稱其為「唯一的女性戰國大名」。作為本作品起始與結束的象徵人物。
- 今川氏親

通稱修理大夫，義元的父親，今川假名目錄的制定者。
- 今川氏輝

氏親的長子，義元的同母兄，自尊心很強烈，但身體很不好。
- 今川彥五郎

氏親的次子，義元的同母兄，以輔佐兄長氏輝為責。
- 今川良真

氏親的三子，義元的異母兄，別名玄廣惠深，有著豪膽的性格。跟弟弟義元競爭繼承家督，引起花倉之亂。
- 太年尼

雪齋的姊姊。
- 飯尾長門守

義元側近的文官。
- 朝比奈泰能

通稱備中守，義元的重臣之一，在小豆坂之戰有著不錯的表現。
- 朝比奈泰朝

通稱備中守，義元的重臣之一，泰能之子。雪齋隱退後，與三浦義就共同輔佐義元。
- 三浦義就

通稱左衛門尉，義元的重臣之一。雪齋隱退後，與朝比奈泰朝共同輔佐義元。
- 岡部元信

通稱五郎兵衛，今川家的猛將。在小豆坂之戰時，於雪齋麾下打擊織田軍表現活躍而出名。後來連敵對的織田信長都表示「能夠看穿我方計策的，在今川家中除了義元本人跟雪齋外，就屬岡部元信。」。
- 松井宗信

通稱兵部少輔，今川家的武將。義元侵攻尾張國時擔任先鋒。
- 孕石光尚

通稱郷左衛門，今川家的武將。

### 織田家
- 織田信長

通稱三郎，後稱上總介。主角之一，幼名吉法師，在家臣眼中是個問題兒童。
- 織田信秀

通稱彈正忠。忙於與今川家及同族之間的鬥爭。
- 平手政秀

通稱中務丞。信秀的家老，以指導信長為使命。

### 松平家
- 松平廣忠

通稱次郎三郎。由於相繼遭到同族背叛，變得依賴今川義元。後來甚至稱義元為「大哥」，而義元也都喚他為「廣少爺」。
- 松平元康

幼名竹千代，廣忠的長子。幼時遭今川家與織田家互相搶奪作為人質，最後被今川家得手，也使松平家正式從屬於今川家。很受到義元的喜愛，名字中的元便是接受今川義元的偏諱而來，也受過太原雪齋的指導。個性較為血氣方剛。

### 其他勢力

#### 武田家
- 武田晴信

通稱大膳太夫，甲斐國的大名。
- 山本晴幸

通稱勘助，武田家的軍師，擅長外交與築城。

#### 北条家
- 北条氏康

通稱左京太夫，相模國的大名。
- 北条幻庵

連續輔佐北条家五代的政務，北条家的軍師。

#### 長尾家
- 長尾景虎

通稱彈正少弼，越後國的大名。在與武田晴信的第二次川中島之戰處於膠著的狀態下接受今川義元的調停，但他感受到義元的行動中有受到遠在駿河國的太原雪齋之影響。

#### 齋藤家
- 齋藤道三

通稱山城入道，美濃國的大名。看過織田信長假裝瘋癲實為聰慧的行為舉止後，認為他自己以後的子孫會為信長做牛做馬。
- 齋藤義龍

通稱新九郎。與父親道三不同，在外交立場上與信長保持敵對狀態。

## 出版書籍
| 集數 | 講談社         | 講談社                                                  | 東立出版社    | 東立出版社             |
| 集數 | 發售日期       | ISBN                                                    | 發售日期      | ISBN                   |
| ---- | -------------- | ------------------------------------------------------- | ------------- | ---------------------- |
| 1    | 2008年2月6日   | ISBN 978-4-06-361642-2                                  | 2009年5月4日  | ISBN 978-986-10-3284-9 |
| 2    | 2009年3月6日   | ISBN 978-4-06-375666-1                                  | 2009年7月6日  | ISBN 978-986-10-3285-6 |
| 3    | 2010年6月4日   | ISBN 978-4-06-375926-6                                  | 2011年1月6日  | ISBN 978-986-10-5965-5 |
| 4    | 2010年10月6日  | ISBN 978-4-06-375972-3                                  | 2011年4月11日 | ISBN 978-986-10-6635-6 |
| 5    | 2010年12月29日 | ISBN 978-4-06-376001-9 ISBN 978-4-06-362185-3（特裝版） | 2011年5月23日 | ISBN 978-986-10-7020-9 |

## 外部連結
- （日語）週刊Young Magazine （页面存档备份，存于）